# Вадаи (султанат)
Султанат Вадаи (араб. سلطنة وداي‎) — государственное образование, существовавшее с XVI по начало XX века на территории современного Чада. Расположенный к северо-востоку от султаната Багирми (на востоке от озера Чад), Вадаи возник в периферийной области султаната Дарфур и в 1912 году был включен в состав Французской Экваториальной Африки.

## История

### Создание
В 1635 году, Абд-аль-Карим, вставший во главе этнической группы маба, под лозунгами джихада сверг правящую династию этноса тунгур, основал теократическое исламское государство. С 1635 по 1870 годы столицей Вадаи был город Уара, после — Абеше. В течение XVIII в. Вадаи сопротивлялся экспансионистским намерениям Дарфура. В результате создания султаната в регионе Вадаи стали преобладать мабанские языки.

### Расширение границ
В 1804 году правителем султаната Вадаи стал Абд аль-Карим Сабун, который начал расширять границы государства. Был освоен новый торговый путь, который проходил через города и оазисы Эннеди, Куфра, Жала и Ауджила до Бенгази. Началась чеканка монет и производство огнестрельного оружия. Однако в 1815 году Сабун умер. В 1871 году султан Мухаммед Шариф завоевал султанат Багирми. Во время своего пребывания в Мекке он заключил договор о помощи в сопротивлении французам с основателем суфийского ордена Сенусийя в Мекке.

### Завоевание
В 1902 году на престол взошёл Мухаммед Доуд Моуран. Спустя 7 лет на территорию государства вторглась Франция. Началась война. 6 июня французы вошли в Абеш и создали марионеточное правительство. Моуран был взят в плен. Сопротивление продолжалось ещё три года, пока не было подавлено.

## После обретения Чадом независимости
После обретения Чадом независимости Вадаи был включен в состав Республики Чад в прежних своих границах. Сейчас Вадаи — один из современных регионов в Республике Чад со столицей в Абеше.

## Галерея

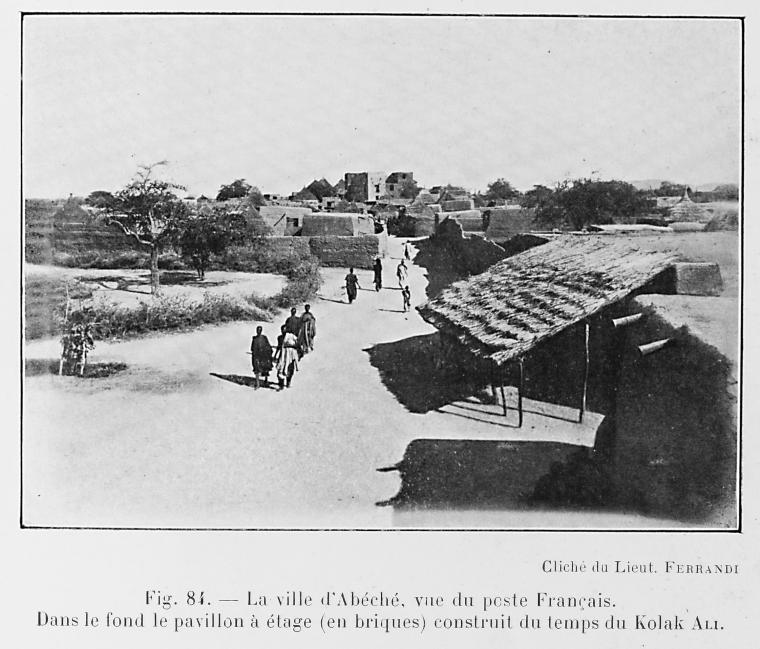
Здания, построенные при последнем султане Вадая, Али Колаке в Абеше, 1918 год
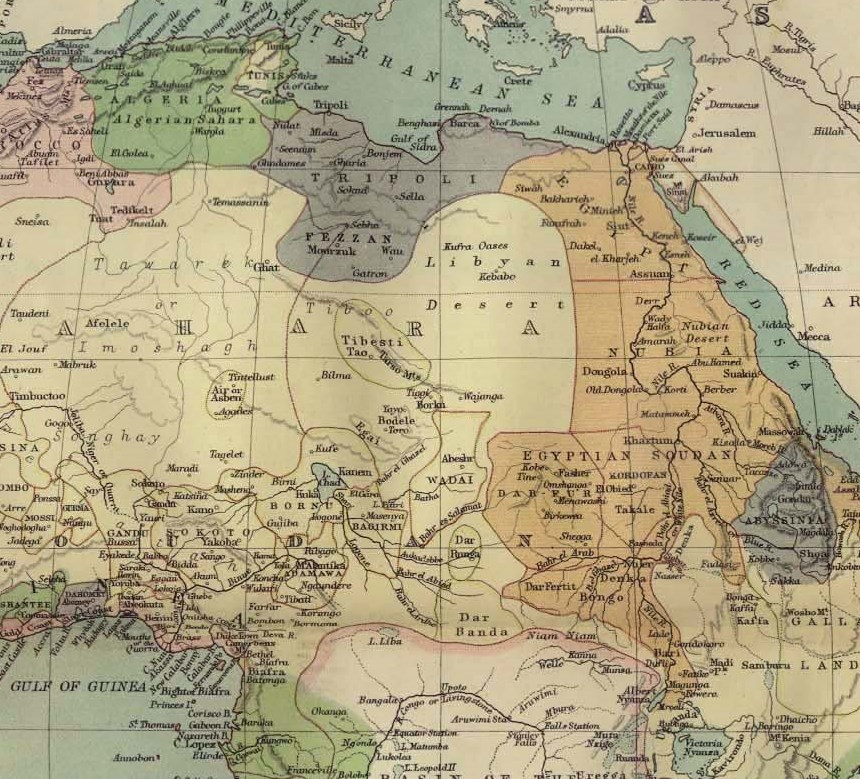
Вадаи на карте Африки 1885 года
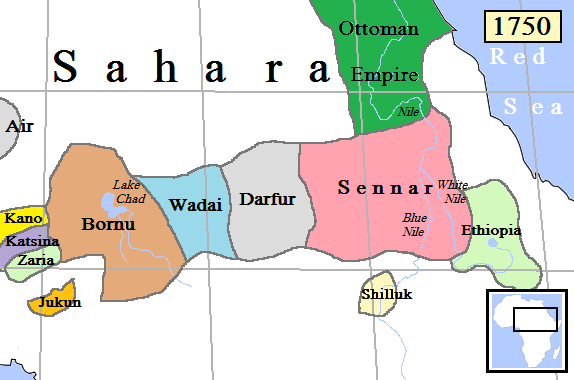
Сахель в 1750 году